# Medicago biflora
Medicago biflora là một loài thực vật có hoa trong họ Đậu. Loài này được (Griseb.) E. Small miêu tả khoa học đầu tiên năm 1987.